# Anuari escolar
|  | No s'ha de confondre amb Foto de classe o Orla d'alumnes. |

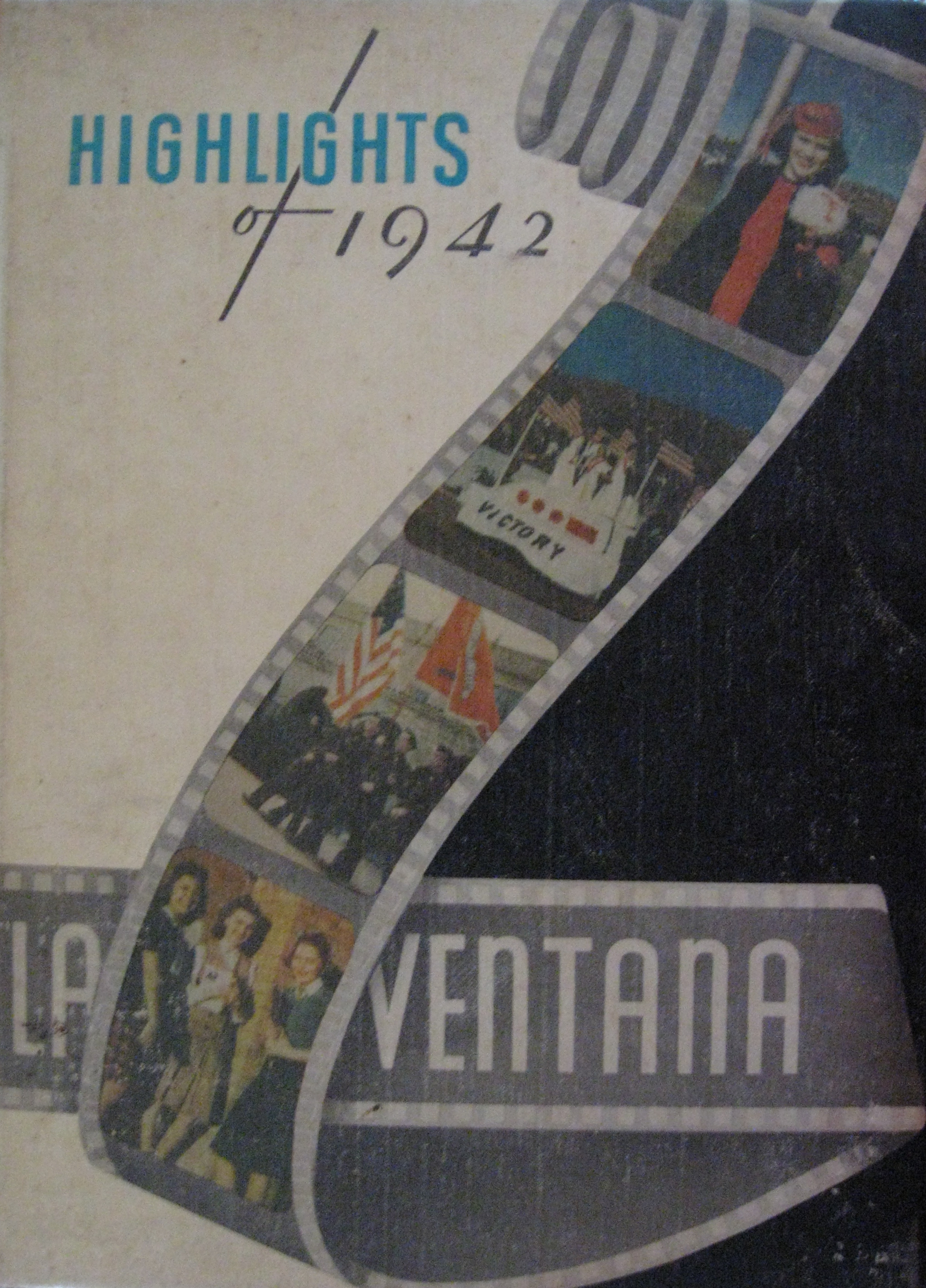
Una còpia de 1942 de La Ventana, l'anuari del Texas Technological College, més tard rebatejat com a Texas Tech University

Un anuari escolar, és un tipus de llibre que es publica anualment. La seva finalitat és, registrar, destacar i commemorar tot un curs d'una escola, al llarg del seu any de duració. Generalment, es tracta d'un llibre amb fotos i resums dels esdeveniments o fets més importants que han tingut lloc durant tot el curs. Hi ha anuaris que tenen un tema general que està present al llarg de tot el llibre.
Actualment encara hi ha bastantes escoles secundàries, col·legis, escoles primàries que publiquen anuaris; no obstant això, algunes escoles estan deixant de publicar-los o estant disminuint el seu nombre de pàgines donat les alternatives de xarxes socials a internet que competeixen amb els anuaris massa orientats a la fotografia clàssica. Entre 1995 i 2013, el nombre d'anuaris universitaris dels EUA va baixar de 2.400 a només uns 1.000, aproximadament.

## Història
Una llosa de marbre que commemora una classe de cadets militars a l'antiga Atenes durant l'època de l'Imperi Romà és un exemple primerenc d'aquest tipus de document. A finals del segle xvii van aparèixer proto-anuaris en forma de blocs de notes a les escoles de la costa est dels EUA. El primer anuari formal modern va ser el "1806 Profiles of Part of the Class Graduated at Yale College".
A principis del segle xx, els anuaris es van fer més accessibles arran de l'aplicació del sistema offset; en lloc de revistes enquadernades a mà, els anuaris es van produir en massa i enquadernats a màquina.

## Anuari militar

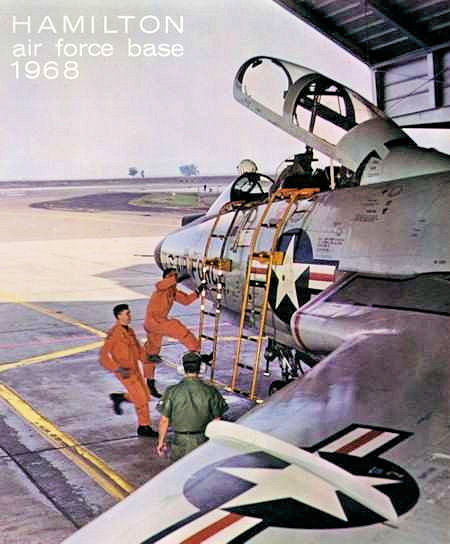
Anuari militar de 1968

Els vaixells de guerra de la Marina dels Estats Units solen editar una publicació de l'estil d'un anuari escolar després de completar un llarg desplegament (normalment sis mesos o més). Aquests llibres, anomenats pels mariners com " llibre de creuer " són editats a bord pel personal del Departament de Moral, Benestar i Recreació i Afers Públics del vaixell, i després impresos a terra per les mateixes impremtes que publiquen anuaris de secundària i d'universitat. El llibre de creuer d'un portaavions de la classe "Nimitz" acostuma a superar les 600 pàgines, ja que inclou retrats dels més de 5.000 mariners i marines assignats a la companyia del vaixell i l'ala aèria del portaavions embarcat.
El Centre de Formació de Reclutes de la Marina a Grans Llacs, Illinois també produeix publicacions d'estil anuari per a cada divisió de reclutes que es gradua. Aquestes publicacions són molt més petites, ja que a cada divisió de reclutes hi ha uns 80 mariners. El llibre s'anomena "The Keel" nom de la part d'un vaixell que es construeix primer, ja que RTC o camp d'entrenament estableix les bases per a la carrera d'un mariner. Aquests llibres contenen una secció de color comú a tots els llibres publicats aquell any, amb una secció específica en blanc i negre afegit per a cada divisió de reclutes i la seva denominació com "germà" o "germana".

## Producció i distribució

### Recopilació
Els anuaris generalment són compilats per un club d'estudiants o una classe d'anuaris, normalment assessorats per un membre del professorat. El personal de l'anuari sol comptar amb un o més editors que s'encarreguen de recollir i recopilar tota la informació que contingui el llibre, així com de decidir la disposició i l'assignació d'espais per a cada col·laborador.

#### Seccions
La majoria dels anuaris tenen un format similar, que inclou fotografies individuals dels alumnes i informació sobre activitats, esports i altres activitats.

##### Persones (alumnes , professors)
A molts països, un anuari sovint cobreix tota l'escola i no només la classe de grau superior, aquestes seccions solen estar ordenades per ordre cronològic per classe (de primer any, de segon, d'infantil i de sènior), en ordre ascendent o descendent. Normalment els alumnes tindran retrats individuals acompanyats del seu nom. Les fotografies dels grans acostumen a ser més grans que les dels alumnes de classe inferior i, de vegades, van acompanyades de text sobre els seus èxits al llarg de l'escola secundària i els seus plans. Sovint, els grans són enquestats per nomenar els seus companys de classe per a "superlatius" o "celebritats de classe" (com ara "més propensos a tenir èxit", "més atlètic", "més animat", "millor somriure" i "pallasso de classe"), sovint es publiquen a la secció sènior. A més, les persones grans solen portar roba formal i les persones seleccionen cites que consideren que representen a elles mateixes. Algunes escoles privades i escoles secundàries més petites reserven una pàgina sencera per a cada sènior. De vegades, aquestes pàgines estan dissenyades pels mateixos grans, i cada sènior envia una versió digital o física de la pàgina que voldria que aparegués al llibre.
"Picture Day" és el dia escolar als Estats Units i al Canadà en què un fotògraf professional fa les fotografies dels estudiants. Els pares poden comprar paquets d'aquests retrats per distribuir, sovint acompanyats d'altres articles amb el retrat. Les imatges no són econòmiques per la quantitat de temps i esforç que implica, que pot ser inferior a un minut per estudiant, en part perquè l'empresa de fotografia sol pagar a l'escola una part del preu per cada foto venuda amb una "descompte" o una "recaptació de fons no anunciada". "esquema. Aquests retrats solen anar a l'anuari escolar, que normalment es distribueix a final de curs. Les imatges també es poden utilitzar en el carnet d'estudiant. En general també hi haurà un segon dia "de recuperació" per fer fotografies si l'alumne està absent.

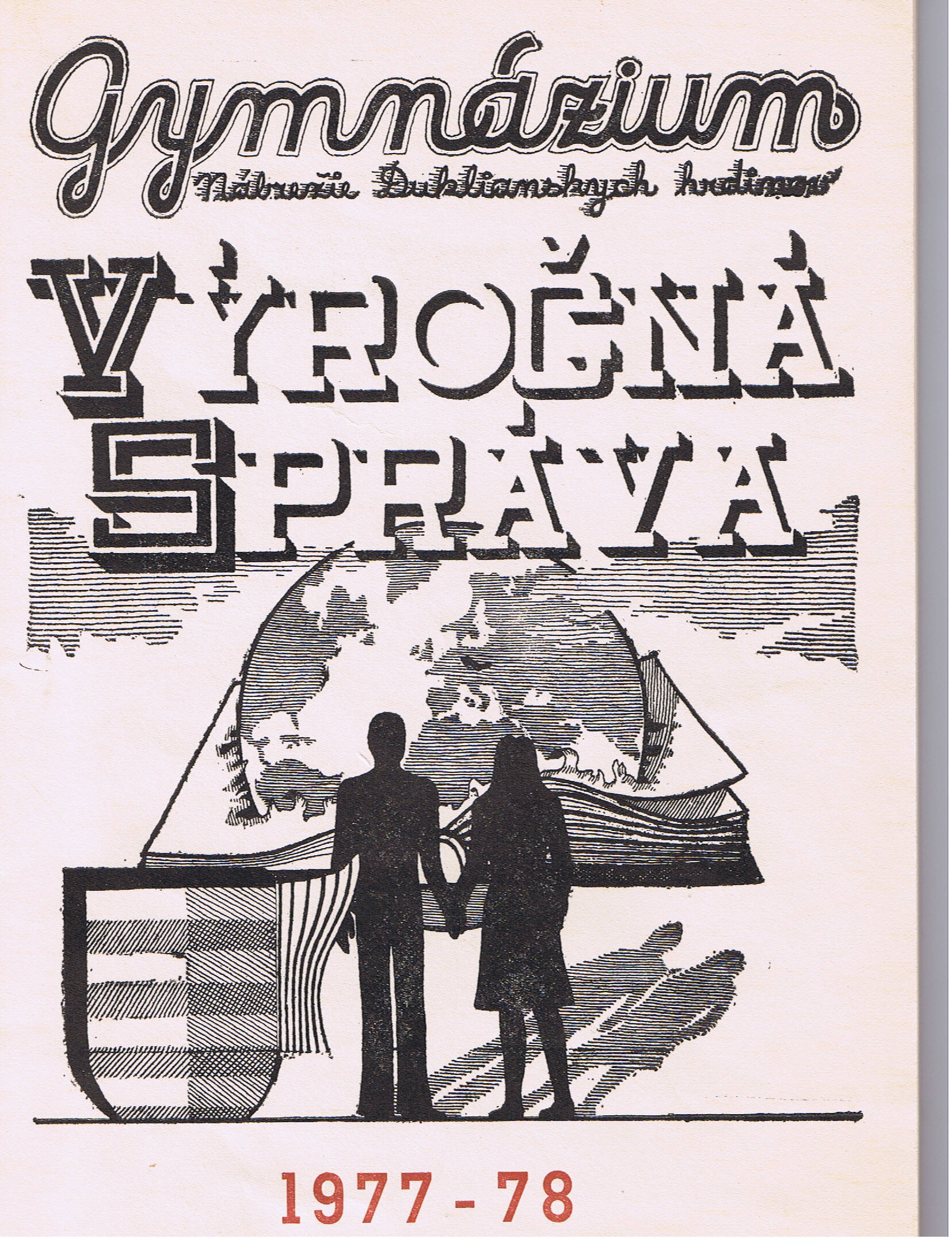
Anuari eslovac del curs 1977–78

Al Regne Unit i altres països, on els anuaris sovint només cobreixen el grup d'últim curs i no tota l'escola, cada alumne pot tenir més espai per a les respostes a diverses preguntes, així com la seva foto (o fotos). A Anglaterra i Gal·les) els membres s'agrupen normalment per classe. És habitual en aquests llocs que cada persona tingui entre un quart i una pàgina sencera cadascuna, segons el pressupost disponible per a l'anuari (ja que més pàgines suposen un cost més elevat). L'equip editorial tria preguntes que els membres responguin (com ara "Professora preferida?" o "On seràs d'aquí a 5 anys?") i aquestes respostes apareixen al costat de les fotos dels membres..

##### Vida estudiantil
De vegades s'utilitzen algunes pàgines per a descriure les activitats dels estudiants, com ara viatges a l'estranger, viatges d'activitats, esports i altres esdeveniments especials. Aquesta part del llibre sovint cobreix la vida dels estudiants tant dins com fora del campus.
De vegades, els membres d'un anuari escriuen contingut editorial i periodístic sobre la vida com a estudiant, esdeveniments actuals (locals, nacionals i internacionals) i altres temes d'interès per al grup d'iguals.

##### Projectes educació
Aquesta secció cobreix les classes, els projectes i més aspectes educatius del curs escolar.

##### Organitzacions
Aquesta secció descriu les organitzacions d'estudiants (de vegades anomenades clubs ) i el que van fer durant l'any. Aquestes descripcions solen anar acompanyades d'una fotografia o fotos dels membres de l'organització. Aquesta secció de vegades inclou una llista dels membres de cada organització.

##### Esports
Sovint enumerades per temporada o club, aquestes pàgines recullen els èxits dels equips de l'escola. Juntament amb un article breu que enumera els moments més destacats de la temporada, aquestes pàgines inclouen fotografies d'equip i imatges d'acció.

##### Pàgines publicitàries

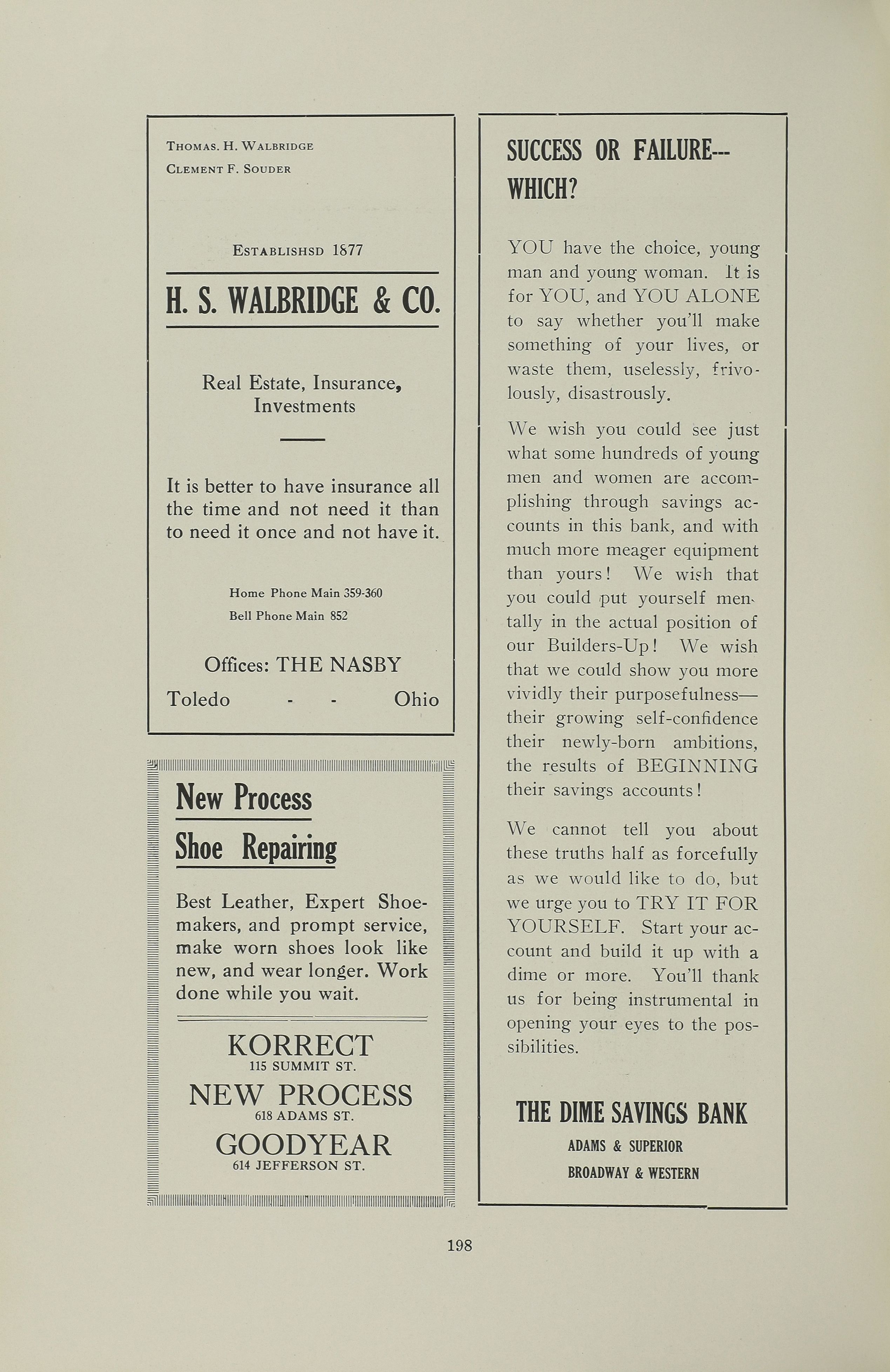
Anuncis a l'"Almanac" de 1914, l'anuari de Toledo Central High School a Toledo, Ohio

Molts anuaris obtenen ingressos en incloure una secció d'anuncis d'empreses locals.
Algunes escoles venen anuncis per a gent gran. Els pares, altres membres de la família i amics utilitzen aquests anuncis per felicitar una persona gran o un grup de gent gran pels seus èxits.

##### Índex
Els anuaris més grans solen incloure un índex alfabètic de tot alló que s'ha inclòs a l'anuari, juntament amb una llista de les pàgines on es trobar cada tema.

##### Colofó
Normalment, prop del final del llibre, el colofó enumera els membres del personal i els agraïments. El colofó inclou informació tècnica sobre l'anuari, com ara l'editor, el nombre total de pàgines, i els drets d'autor.

##### Pàgina de signatures o autògrafs

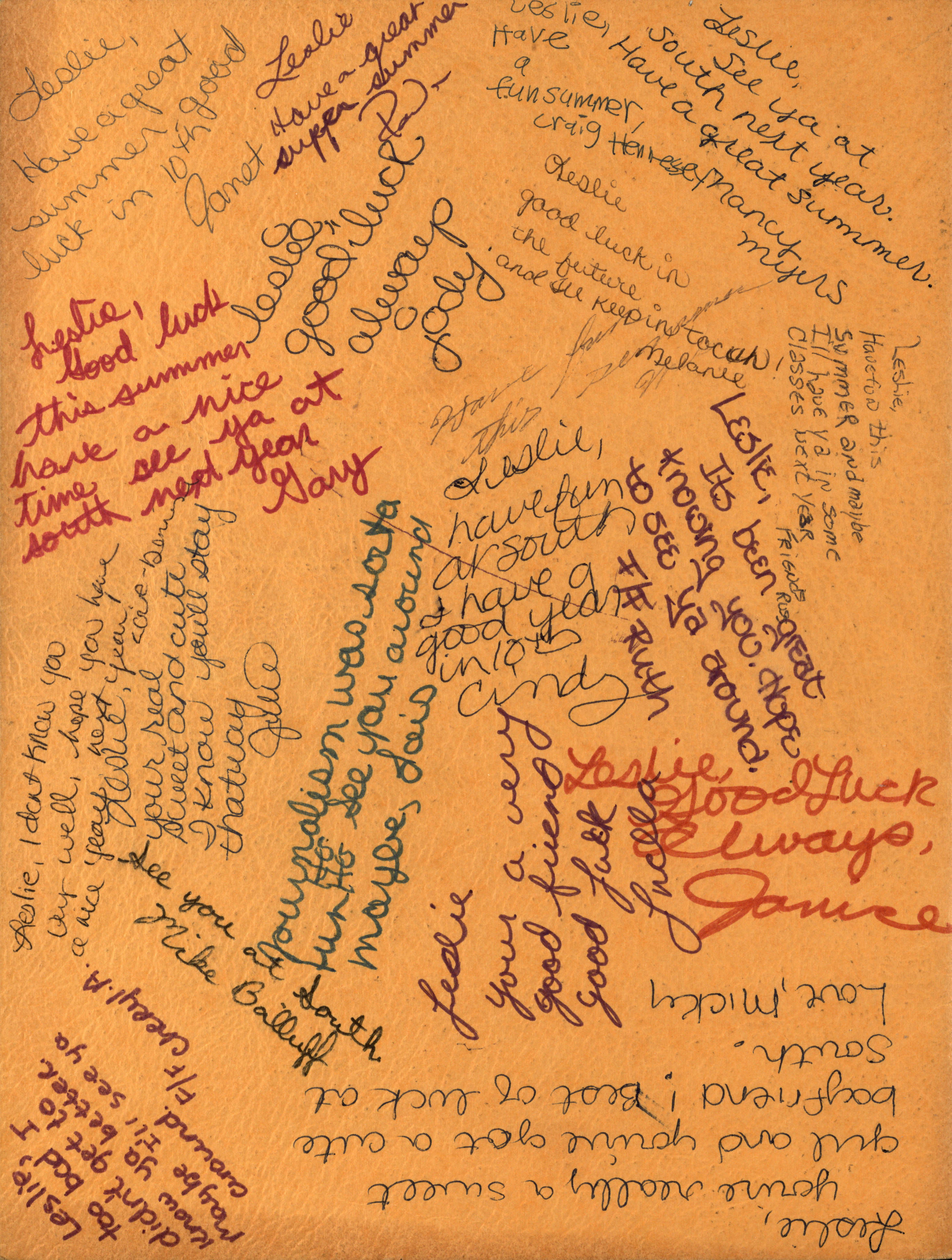
Alguns exemples dels tipus d'inscripcions i signatures que es poden trobar en un anuari típic

Alguns anuaris contenen unes quantes pàgines que es deixen en blanc perquè la gent escrigui missatges sobre l'any anterior i l'estiu. Aquesta tradició es va heretar dels llibres comuns.

### Disseny
Els estudiants poden dissenyar pàgines de l'anuari ells mateixos o utilitzar plantilles proporcionades per l'empresa en la majoria dels casos.
En general, la majoria de pàgines de l'anuari estan dissenyades com a fulls de doble pàgina i inclouen diversos elements:
- Títol : una frase abreujada que ressalta el contingut de la difusió, que normalment inclou jocs de paraules juntament amb informació real.
- Història/Còpia : el personal acostuma a escriure històries breus que recullen els aspectes més destacats d'un departament específic, temporada esportiva, organització, etc., de l'últim any. Sovint, els membres del personal de l'anuari entrevistaran estudiants, professors i altres per fer comentaris. Els formats de contes alternatius han guanyat popularitat en els últims temps, permetent que les històries es puguin explicar de manera visual (gràfics, gràfics, enquestes, línies de temps, etc.).
- Fotografies : cada difusió que no sigui un retrat o un anunci publicitari conté fotografies sinceres dels estudiants, adequades al tema i el tema de la pàgina. Amb les fotografies s'inclouen un o més subtítols, que descriuen cada imatge; sovint comencen amb a.

En el passat, la majoria d'anuaris es distribuïen a mà, amb fotografies retallades físicament i col·locades en taulers de maquetació. El treball era tediós i requeria múltiples terminis i contacte amb l'editor de l'anuari. Avui dia, pràcticament tots els anuaris es publiquen mitjançant ordinadors, la qual cosa permet terminis més curts i una edició més fàcil. Els estudiants solen dissenyar les pàgines utilitzant un programa d'autoedició, normalment Adobe InDesign. Algunes escoles utilitzen un programa de disseny propietari basat en web que pertany a l'empresa que imprimeix el llibre.

### Publicació

#### Empreses d'impressió
Les empreses d'impressió d'anuaris solen tenir representants que treballen amb l'assessor i el personal de cada escola per ajudar en la creació de l'anuari.
Les empreses de l'anuari que utilitzen la impressió òfset requereixen que els grups de pàgines s'enviïn periòdicament, i no totes alhora, a la planta. Això es fa per esglaonar el treball necessari per completar els anuaris de totes les escoles que cobreixen. Després que els editors revisen cada pàgina i facin canvis, les pàgines s'envien a la planta de l'anuari, normalment a través d'Internet. Les empreses de l'anuari que utilitzen mètodes d'impressió digital només poden requerir una presentació, ja que el llibre sencer s'imprimeix alhora.
Si el procés de correcció no es realitza en línia, l'assessor i els editors reben proves (normalment impressions a mida completa) aproximadament una setmana després de l'enviament de les pàgines. Això dóna a l'escola una última oportunitat per fer ajustos o canvis. Després d'haver retornat totes les proves a la impremta, es fan les correccions sol·licitades, i els llibres s'imprimeixen, s'enquadernen i després s'envien a l'escola per a la seva distribució. Dos exemples d'impremtes inclouen Balfour i Jostens.
Diverses institucions educatives i empreses d'impressió d'anuaris organitzen campaments i sessions d'estiu en què el personal de l'anuari dels estudiants pot aprendre o perfeccionar les habilitats que necessiten en el seu treball.

### Distribució
Normalment, els anuaris es distribueixen al final d'un curs escolar per permetre als estudiants, professors i altres membres de l'escola obtenir els llibres i les signatures/missatges personals dels companys. Als EUA, els que distribueixen en aquest moment poden publicar una inserció addicional amb fotografies d'esports de primavera i esdeveniments importants (com ara el bai de graduació i la graduació ) i altres esdeveniments importants. Moltes escoles a les quals es distribueixen anuaris abans o abans del final d'un curs escolar tenen la tradició de fer que els alumnes signen i deixin notes als anuaris dels altres.
Algunes escoles distribueixen anuaris després d'acabar l'any escolar, com ara al juliol, a la tornada a casa (EUA) a l'octubre o en un altre moment designat per incloure activitats de final de curs. En alguns casos, els anuaris s'envien per correu a les cases dels pares de la gent gran graduat.

### Anuaris digitals
Un anuari digital o eYearbook és un anuari que conté records d'un moment determinat amb un grup determinat de persones (el més habitual, un curs escolar en una escola determinada) que existeix en format digital.
Un anuari digital pot contenir text, imatges, àudio i vídeo. Tot i que un anuari en paper tradicional pot contenir més de 300 pàgines, un anuari digital pot contenir pàgines il·limitades. El producte final d'un anuari digital pot ser un CD-ROM, un DVD o es captura en un format de llibre electrònic. El primer anuari en CD-ROM va ser creat per estudiants de South Eugene High School el 1990.
El 2014, Forever Connected va crear el primer anuari mòbil interactiu i àmpliament adoptat, basat en l'edició impresa. Els estudiants poden signar, enganxar i enviar vídeos als companys directament des dels seus dispositius mòbils. És l'anuari digital més utilitzat i va ser venut originalment per les editorials d'anuaris tradicionals i com a complement a les compres d'impressió. El 2019, Forever Connected es va canviar de nom com a FC Yearbook i va començar a oferir la seva plataforma directament a les escoles. Es van concedir diverses patents sobre la tecnologia a l'empresa matriu Yearbooker, Inc. L'any 2021, FC Yearbook va acollir signatures d'estudiants a distància i presencials i va oferir una edició impresa amb les signatures digitals impreses al llibre, com a oferta domiciliària. Aquest es va convertir en l'origen del "dia de l'anuari virtual" on els estudiants presencials i remots podien signar simultàniament l'anuari dels altres en una festa de l'anuari. El 14 de maig de 2021, FC Yearbook va anunciar el primer anuari imprès encarregat d'un anuari digital en una aplicació, marcant "el primer digital" com un canvi únic en el model de comerç de l'anuari.